# Camerata Nuova
Camerata Nuova è un comune italiano di 403 abitanti della città metropolitana di Roma Capitale nel Lazio.

## Geografia fisica

### Territorio
Il paese, che è situato all'interno del parco naturale regionale Monti Simbruini, sorge a 810 m s.l.m. sul monte Colle di Mezzo al confine orientale del Lazio con l'Abruzzo, all'imbocco della convalle del Fioio circondata dai boschi. Segna il confine geografico dell'alta valle dell'Aniene con la Marsica.
Nella parte meridionale-orientale del territorio comunale si trova il monte Autore, 1855 m s.l.m., la terza vetta per altezza dei monti Simbruini e la più elevata del territorio della Città metropolitana di Roma Capitale. Un altro rilievo è il monte La Monnella, che raggiunge circa 1755 m s.l.m. Salendo verso sud dal paese si raggiunge a quota 1350 metri di altitudine il pianoro carsico di Camposecco. Il territorio comunale confina con i comuni di Cappadocia (AQ), Cervara di Roma, Rocca di Botte (AQ), Subiaco e Vallepietra.

### Clima
- Classificazione climatica: zona E, 2921 GR/G

## Origini del nome
L'origine del nome si fa risalire alla conformazione del paese originario, costituito da abitazioni parzialmente scavate nella roccia ("camerae").
Il borgo primordiale risulta citato per la prima volta con il toponimo di Camorata nel Regesto sublacense dell'XI secolo che attestò le dotazioni e i privilegi del monastero di Santa Scolastica.

## Storia

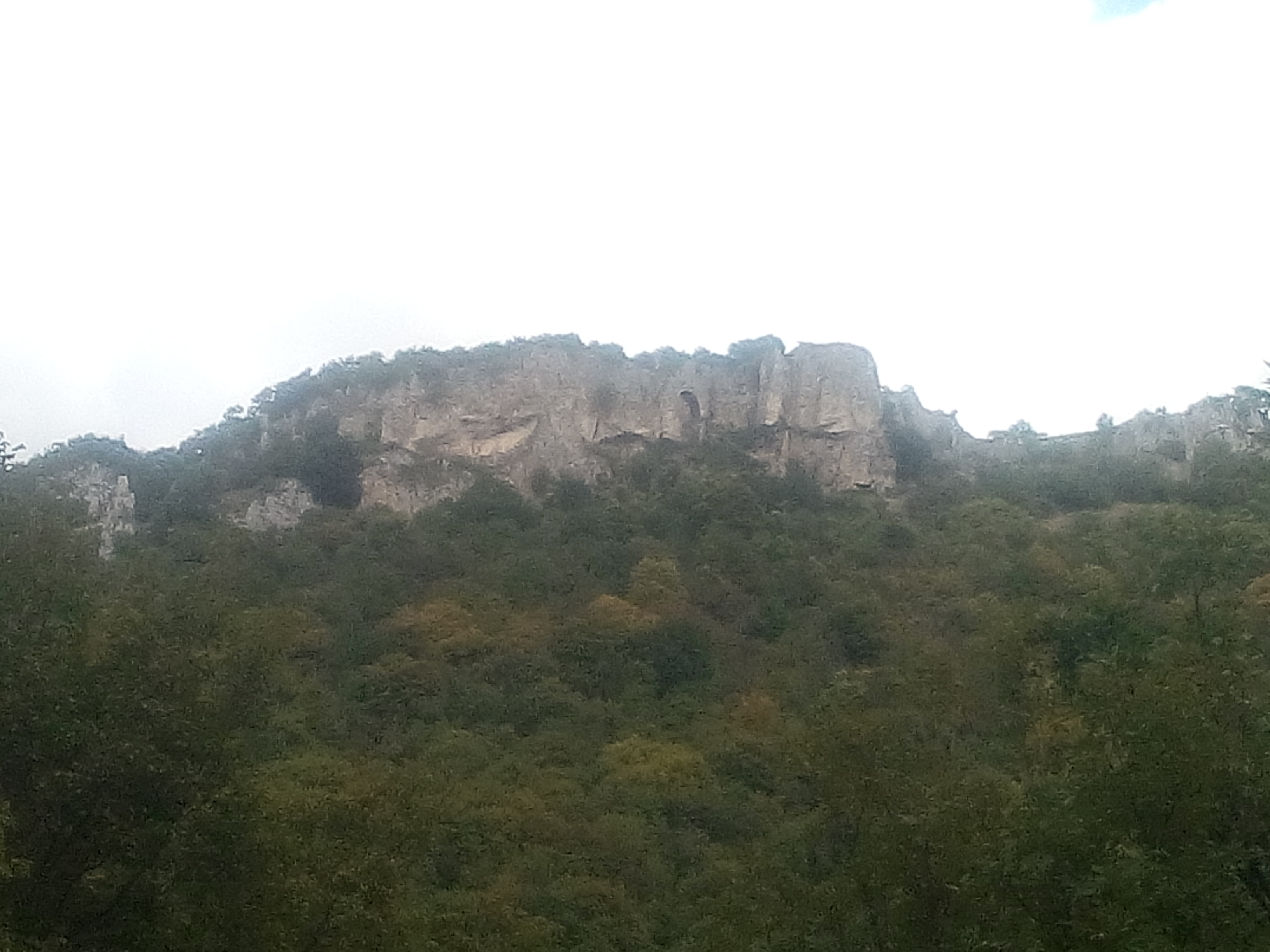
Rupe di Camerata Vecchia

Camerata Nuova è un abitato relativamente recente costruito in seguito all'incendio che il 9 gennaio 1859 distrusse il vecchio paese di Camerata, arroccato su una rupe calcarea situata 400 metri più in alto del paese contemporaneo, noto nelle fonti medievali come "Rocca in Camerata". In una citazione risalente al 1096 risulta che il castello fu donato all'abbazia di Montecassino dalla contessa di Carsoli Aldegrima, vedova del conte dei Marsi Rainaldo morto durante la prima crociata; nell'anno successivo, infatti, compare nell'elenco dei possedimenti che papa Urbano II conferma all'abate cassinense Oderisio con una sua bolla ufficiale.
Dal 1859 al 1870 il borgo contemporaneo, ricostruito più in basso, si chiamò Pio Camerata in onore di papa Pio IX.
Nel 1872 assunse la denominazione ufficiale di Camerata Nuova.

### Simboli
Lo stemma del comune è uno scudo partito di verde e d'oro su cui è rappresentata una colonna sormontata da una corona.
Il gonfalone è un drappo partito di giallo e di verde.

## Monumenti e luoghi d'interesse

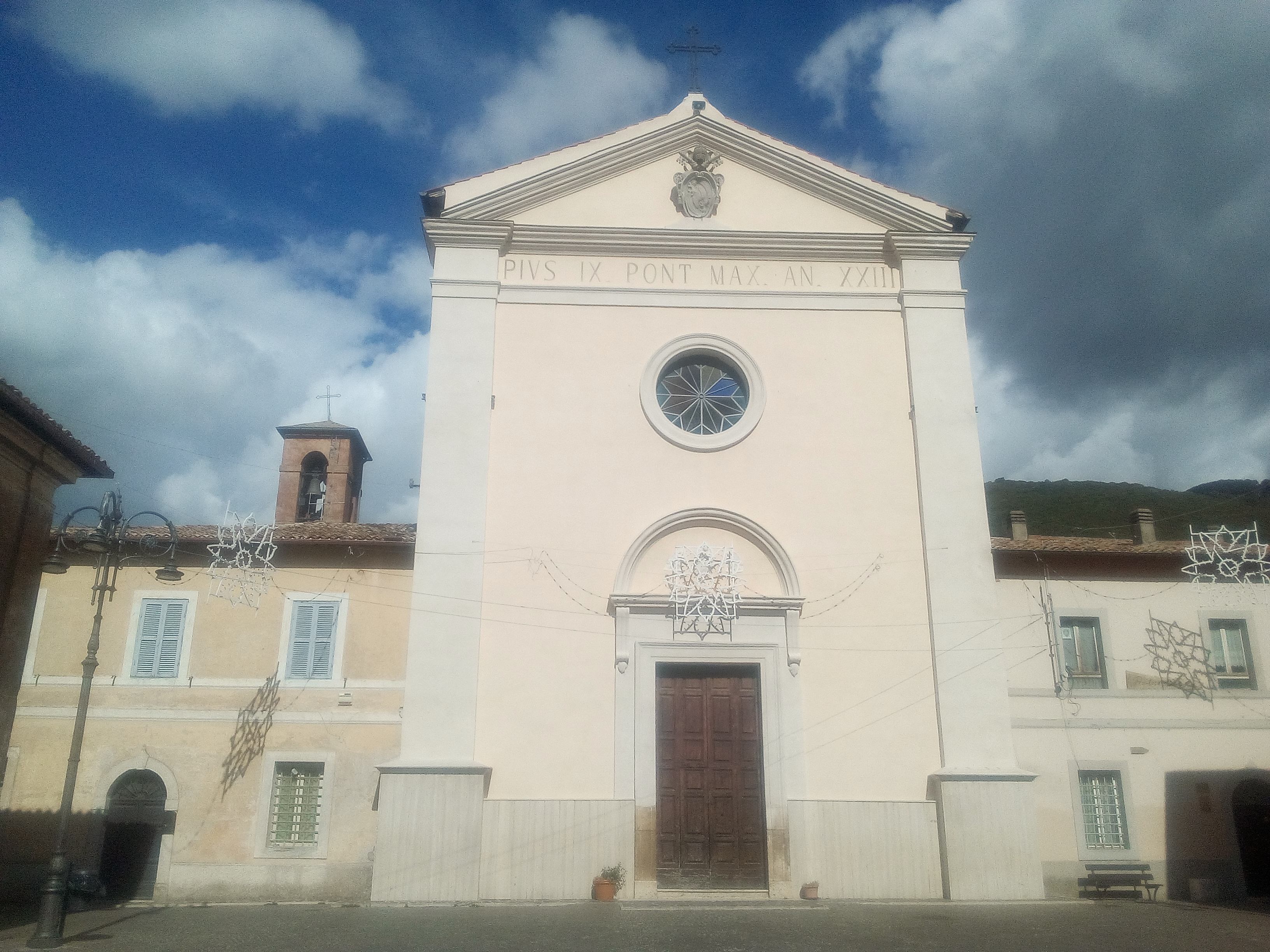
Chiesa di Santa Maria Assunta

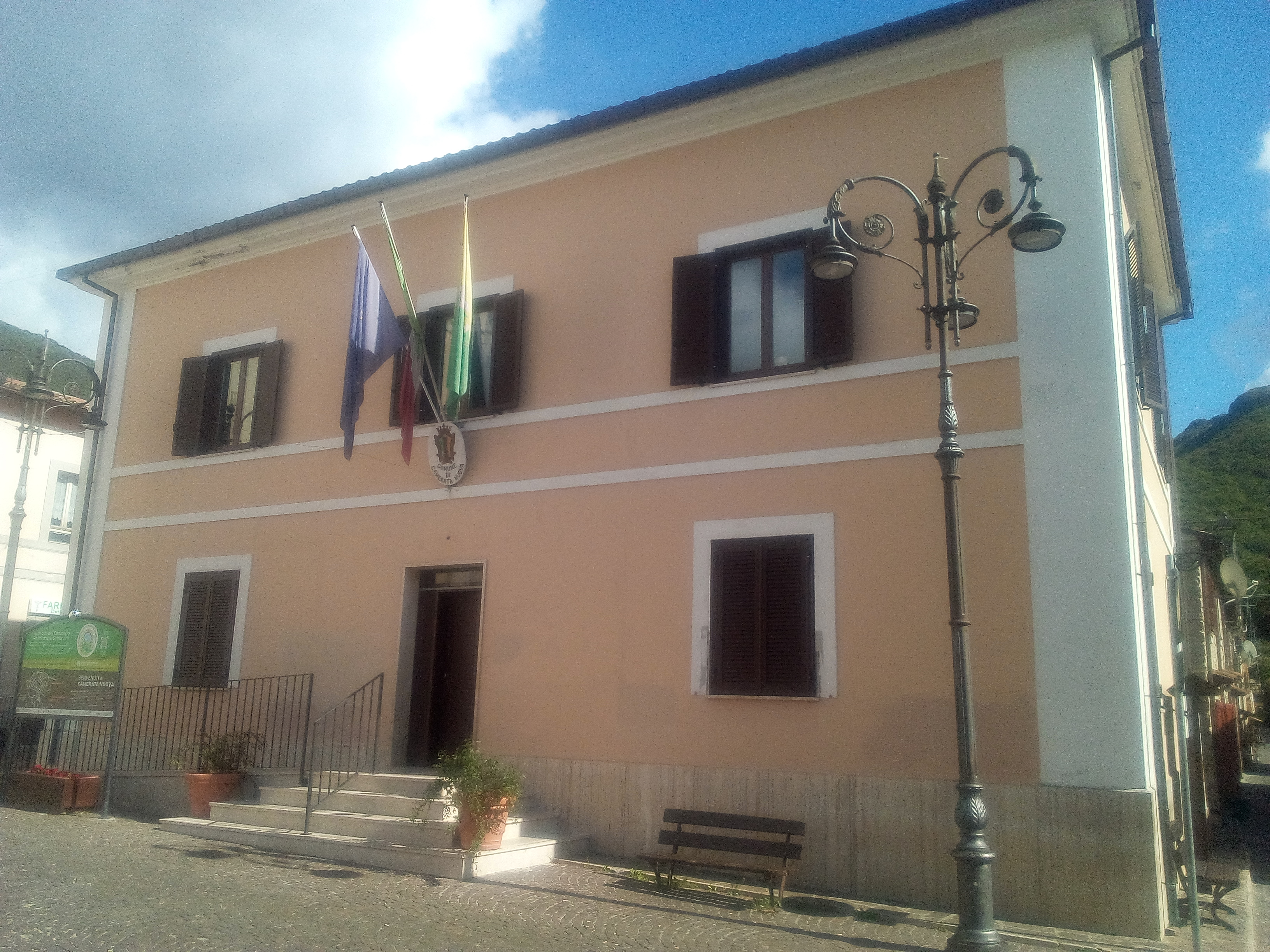
La casa municipale

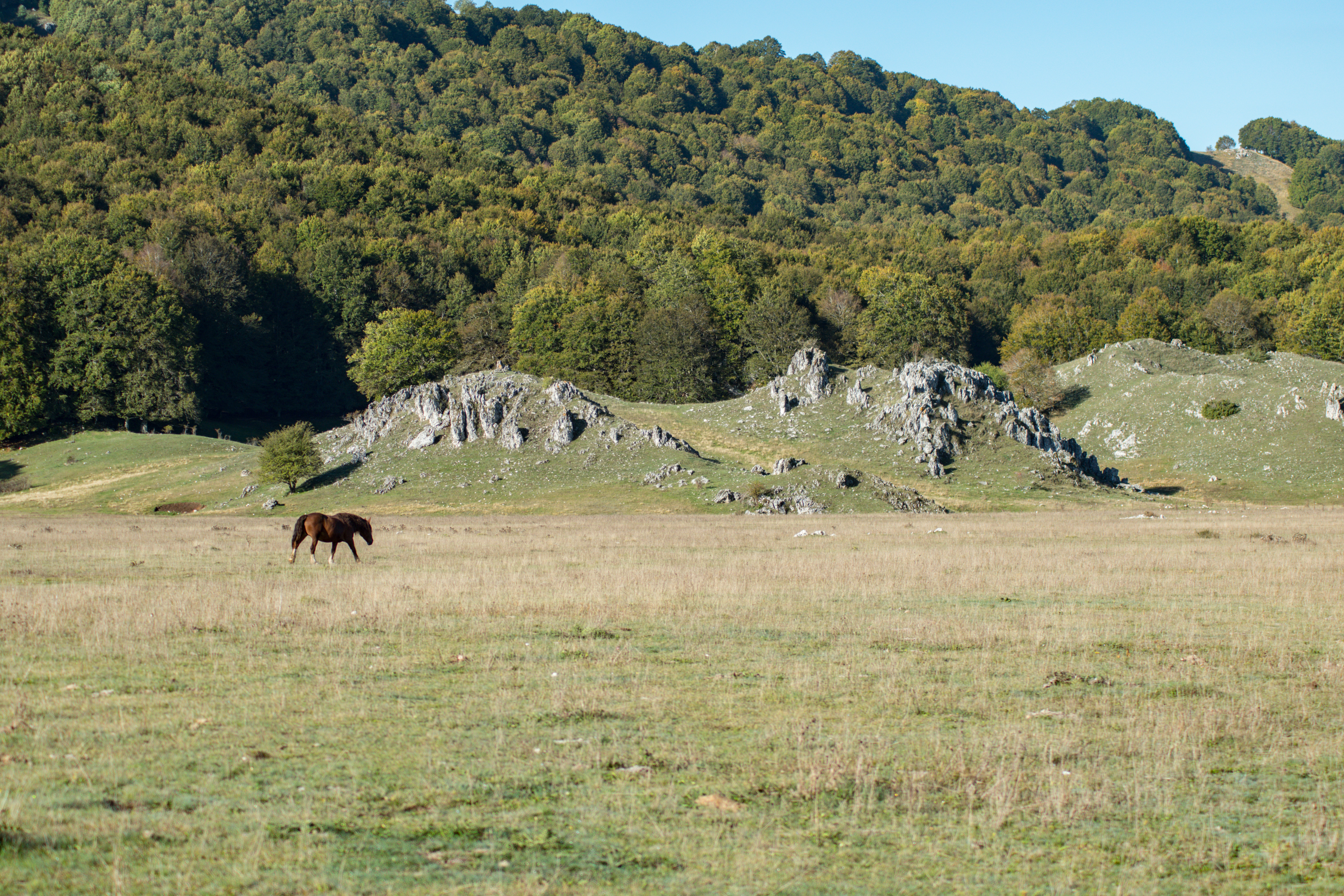
Altopiano di Camposecco

### Architetture religiose
- Chiesa di Santa Maria Assunta
- Santuario di Santa Maria delle Grazie
- Ruderi della chiesa scomparsa di San Salvatore

### Aree archeologiche
- Rovine di Camerata Vecchia

### Aree naturali
- Parco naturale regionale dell'Appennino - Monti Simbruini
- Monte Autore
- Monte Livata
- Fosso Fiojo
- Altopiano di Camposecco

## Società

### Evoluzione demografica
Abitanti censiti

### Etnie e minoranze straniere
Secondo i dati ISTAT al 31 dicembre 2010 la popolazione straniera residente era di 19 persone. La nazionalità maggiormente rappresentata in base alla loro percentuale sul totale della popolazione residente era la Romania (12 - 2,47%).

## Amministrazione
Dal 1859 al 1870 il borgo si chiamò Pio Camerata in onore di papa Pio IX.
Nel 1872 Camerata assunse la denominazione di Camerata Nuova.

### Sindaci
| Periodo          | Periodo          | Primo cittadino   | Partito                                   | Carica                    | Note |
| ---------------- | ---------------- | ----------------- | ----------------------------------------- | ------------------------- | ---- |
| 23 aprile 1995   | 22 marzo 1997    | Maurizio Fracassi | Lista civica                              | Sindaco                   |      |
| 4 aprile 1997    | 17 novembre 1997 | Maria Pia De Rosa | –                                         | Commissario straordinario |      |
| 17 novembre 1997 | 26 maggio 2002   | Armando Picca     | Centro                                    | Sindaco                   |      |
| 27 maggio 2002   | 27 maggio 2007   | Ezio Piloca       | Casa delle Libertà                        | Sindaco                   |      |
| 28 maggio 2007   | 24 giugno 2012   | Ezio Piloca       | Lista civica                              | Sindaco                   |      |
| 25 giugno 2012   | 11 giugno 2017   | Settimio Liberati | Lista civica Rinnovamento Democratico     | Sindaco                   |      |
| 11 giugno 2017   | 13 giugno 2022   | Settimio Liberati | Lista civica Un Futuro per Camerata Nuova | Sindaco                   |      |
| 13 giugno 2022   | in carica        | Settimio Liberati | Lista civica Sviluppo & tradizione        | Sindaco                   |      |

### Altre informazioni amministrative
- Fa parte della Comunità montana dell'Aniene